# Flecha Valona 2007
La Flecha Valona 2007 se disputó el miércoles 25 de abril, y supuso la edición número 71 de la carrera. El ganador fue el italiano Davide Rebellin. El español Alejandro Valverde y el italiano Danilo Di Luca completaron el podio, siendo respectivamente segundo y tercero.

## Clasificación final
| Pos. | Ciclista           | Equipo           | Tiempo   |
| ---- | ------------------ | ---------------- | -------- |
| 1    | Davide Rebellin    | Gerolsteiner     | 4h48'06" |
| 2    | Alejandro Valverde | Caisse d'Epargne | a 6"     |
| 3    | Danilo Di Luca     | Liquigas         | s.t.     |
| 4    | Matthias Kessler   | Astana           | a 8"     |
| 5    | Riccardo Riccò     | Saunier Duval    | s.t.     |
| 6    | Rinaldo Nocentini  | Ag2r Prévoyance  | a 13"    |
| 7    | Fränk Schleck      | CSC              | a 16"    |
| 8    | John Gadret        | Ag2r Prévoyance  | a 19"    |
| 9    | Robert Gesink      | Rabobank         | s.t.     |
| 10   | Tadej Valjavec     | Lampre           | s.t.     |